# Agence européenne pour la reconstruction
Pour les articles homonymes, voir EAR.
L’Agence européenne pour la reconstruction en anglais : European Agency for Reconstruction (EAR) est une agence communautaire créée en février 2000 pour une durée de six ans, puis son mandat a été prolongé de deux ans (jusque fin 2008) par un règlement de novembre 2006. Son siège se trouvait en Grèce, à Thessalonique, et des centres opérationnels avaient été établis à Pristina, Belgrade, Podgorica et Skopje.

## Description
L’agence européenne pour la reconstruction est chargée de gérer les principaux programmes d’aide de l’Union européenne en Serbie (Kosovo compris), au Monténégro et dans l’ancienne République yougoslave de Macédoine.

## Rôle
- Promouvoir la bonne administration, le renforcement des institutions et l’état de droit
- Continuer à assurer le soutien du développement d’une économie de marché et poursuivre les investissements dans les infrastructures physiques vitales ainsi que les actions pour l’environnement
- soutenir le développement social et renforcer la société civile

De sa mission première axée sur la reconstruction physique de l’après-crise, l’agence se réoriente désormais de plus en plus vers la gestion de projets financés par la Commission européenne, lesquels sont conçus pour soutenir les propres processus de réforme de la région, notamment pour aider à renforcer les « rouages étatiques » des administrations centrales et locales, de la police, des autorités judiciaires, des finances publiques et des fournisseurs de services publics.
Dans ses domaines de compétence, l’agence gère la majorité des fonds communautaires disponibles dans le cadre du programme CARDS, lesquels constituent un engagement plus large de l’Union européenne à l’égard de l’Albanie, de la Bosnie-Herzégovine, de la Croatie, de la Serbie (y compris le Kosovo), du Monténégro et de l’ancienne République yougoslave de Macédoine. Le programme CARDS, de son côté, fait partie du processus communautaire de « stabilisation et d’association » actuellement en place avec ces cinq pays d’Europe du Sud-Est.